# Essvik
Essvik är tidigare tätort som sedan 2015 ingår i tätorten Kvissleby söder om Sundsvall. Essvik är också en halvö som består av (från söder till norr) Skottsund och Juniskär samt de sammanvuxna orterna Haraberget, Essvik och Ljusvik, alla inom tätorten Kvissleby, samt småorten Nyhamn. 

## Befolkningsutveckling
| Befolkningsutvecklingen i Essvik 1950–2015     | Befolkningsutvecklingen i Essvik 1950–2015 | Befolkningsutvecklingen i Essvik 1950–2015 | Befolkningsutvecklingen i Essvik 1950–2015 | Befolkningsutvecklingen i Essvik 1950–2015 |
| ---------------------------------------------- | ------------------------------------------ | ------------------------------------------ | ------------------------------------------ | ------------------------------------------ |
|                                                |                                            |                                            |                                            |                                            |
| År                                             |                                            |                                            | Folkmängd                                  | Areal (ha)                                 |
| 1950                                           | 1950                                       |                                            | 1 554                                      |                                            |
| 1960                                           | 1960                                       |                                            | 1 194                                      |                                            |
| 1965                                           | 1965                                       |                                            | 1 121                                      |                                            |
| 1970                                           | 1970                                       |                                            | 969                                        |                                            |
| 1975                                           | 1975                                       |                                            | 856                                        |                                            |
| 1980                                           | 1980                                       |                                            | 848                                        |                                            |
| 1990                                           | 1990                                       |                                            | 865                                        | 138                                        |
| 1995                                           | 1995                                       |                                            | 813                                        | 119                                        |
| 2000                                           | 2000                                       |                                            | 810                                        | 119                                        |
| 2005                                           | 2005                                       |                                            | 818                                        | 119                                        |
| 2010                                           | 2010                                       |                                            | 752                                        | 119                                        |
| Anm.: Sammanvuxen med tätorten Kvissleby 2015. |                                            |                                            |                                            |                                            |

## Samhället
Essvik har en skola som heter Essviks skola. Tidigare fanns här en sulfitfabrik, som idag står övergiven. Den byggdes 1900 och köptes upp av SCA 1934. Platsen är föremål för ett saneringsprogram.